# Wieblingen
Der Heidelberger Stadtteil Wieblingen liegt im Westen der Stadt am linken Neckar-Ufer. Zu Wieblingen gehören auch die Siedlungen Ochsenkopf und Grenzhof.

## Geschichte
Wieblingen wurde anlässlich einer Schenkung an das Kloster Lorsch erstmals 767 im Lorscher Codex urkundlich als Wibilinga erwähnt. Zahlreiche weitere Nennungen in Schenkungsurkunden zugunsten des Klosters folgten. In der Zeit der industriellen Revolution starb die gewerblich betriebene Fischerei aus, und es entstanden erste Fabriken, darunter auch die Bühlersche Mühle. Nachdem die Mühle lange Zeit in Besitz der Kirche war, gelangte sie im Zuge der Reformation 1558 in den Besitz des Pfälzer Kurfürsten, der sie an Adelige und hohe Beamte vergab. Im Pfälzer Erbfolgekrieg wurde ganz Wieblingen und somit auch die Mühle niedergebrannt und erst 1728 wiederaufgebaut. 60 Jahre später wurde die Mühle durch den größten bekannten Eisgang und massives Hochwasser schwer beschädigt.
Im Jahre 1920 wurde Wieblingen nach Heidelberg eingemeindet. Mehr als 80 Jahre später, im Jahre 2003, lebten in Wieblingen etwa 9.806 Menschen. Das entsprach 7,5 Prozent der 130.234 Einwohner Heidelbergs.

## Infrastruktur und Verkehr
Das Zentrum Wieblingen ist der Elisabeth-von-Thadden-Platz, benannt nach der Reformpädagogin und Widerstandskämpferin gegen den Nationalsozialismus Elisabeth von Thadden, die 1927 die nach ihr benannte Schule in Wieblingen gründete. Am westlichen Ortsrand ist die Heidelberger Waldorfschule angesiedelt.
In Wieblingen ist auch der Sitz der SRH mit den Fachschulen und der SRH Hochschule Heidelberg, einem Berufsförderungswerk und dem Kurpfalzkrankenhaus Heidelberg.
Ende September 2006 ist das Finanzamt Heidelberg von der Weststadt nach Wieblingen in die Maaßstraße 32 umgezogen.
Am Rand von Wieblingen befand sich der Sender Heidelberg-Wieblingen des AFN Heidelberg. Er diente mit einem 65 Meter hohen Stahlrohrmast der Verbreitung von AFN-Programmen auf Mittelwelle und UKW. Ende April 2014 wurde der Sender abgeschaltet.
Wieblingen wird von der Straßenbahnlinie 5 der RNV sowie den Buslinien 34 und 35 erschlossen. Am Ortsrand befindet sich der S-Bahnhof Heidelberg-Pfaffengrund/Wieblingen. An der zentral gelegenen Haltestelle Wieblingen Mitte befindet sich eine Bike-Sharing Station von VRN Nextbike. Im Stadtteil gibt es bisher 13 Carsharing-Autos von Stadtmobil Rhein-Neckar (Stand 2022).

## Bildungseinrichtungen

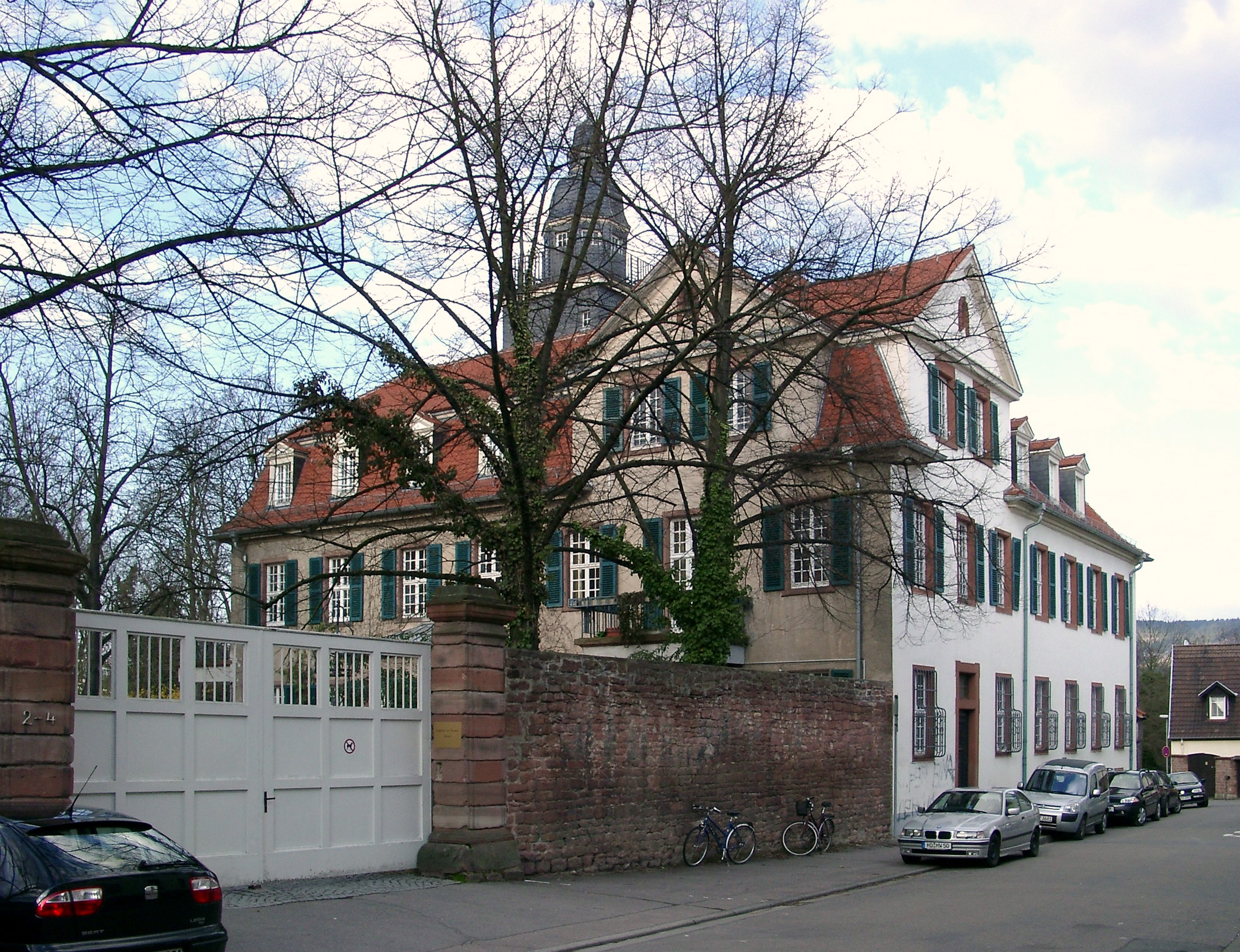
Elisabeth-von-Thadden-Schule

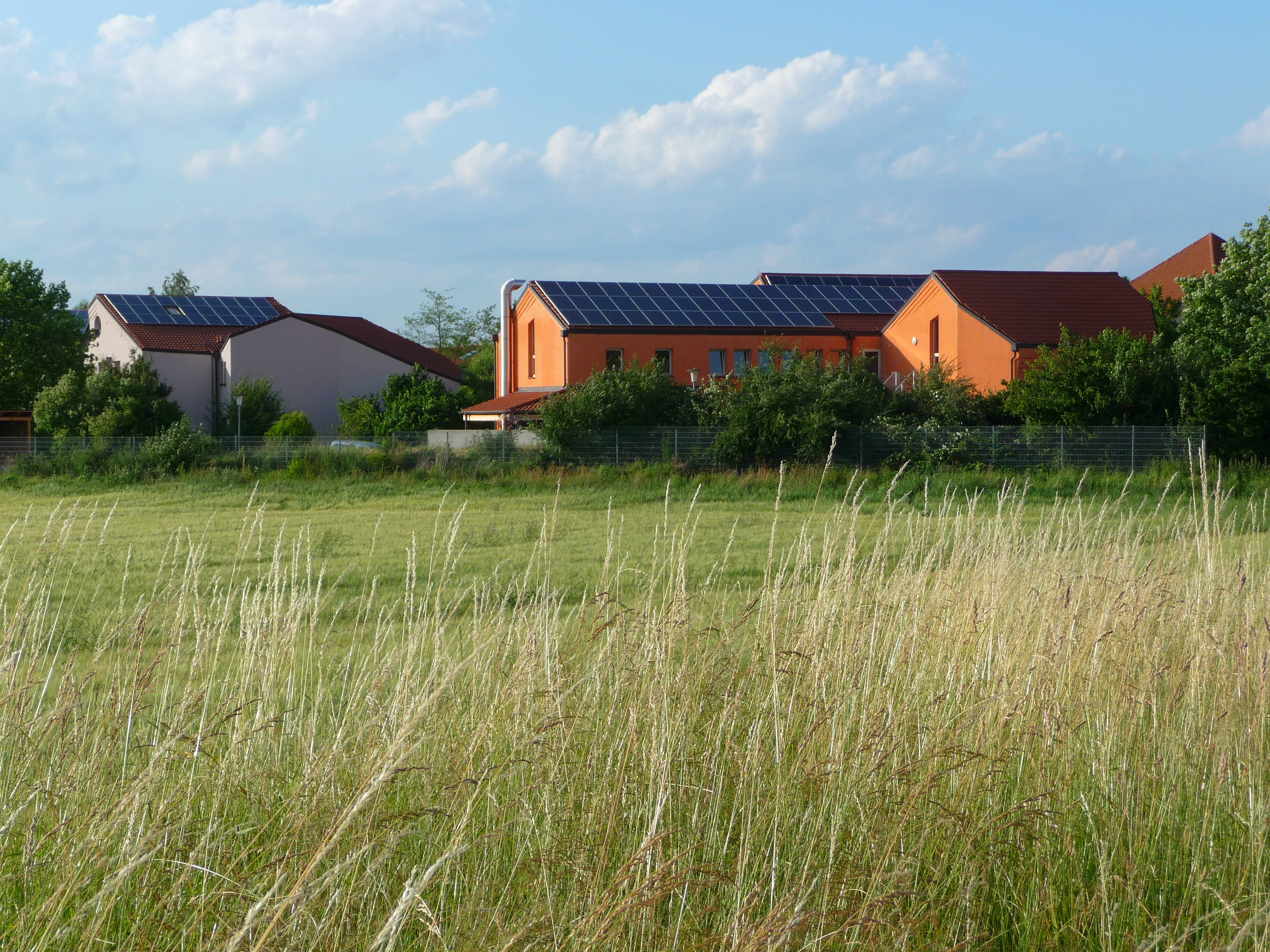
Freie Waldorfschule

- Die in Wieblingen ansässige Elisabeth-von-Thadden-Schule ist eine Privatschule. Sie wurde im Jahr 1927 von Elisabeth von Thadden als evangelisches Landerziehungsheim für Mädchen gegründet. Nachdem die Nationalsozialisten Elisabeth von Thadden 1944 hinrichteten, führten Freunde von ihr die Schule als Internat für Mädchen weiter. Seit 1982 besuchen auch Jungen die Schule. Das Internat wurde 1992 abgeschafft.
- Fröbel-Schule (Grundschule)
- Die Freie Waldorfschule Heidelberg, eine staatlich anerkannte, allgemeinbildende Schule (Klassen 1–13) in freier, gemeinnütziger Trägerschaft. Des Weiteren befindet sich eine nach der Waldorfpädagogik arbeitende Kindertagesstätte am Ort.
- Die Marie-Baum-Schule
- Die Johannes-Gutenberg-Schule
- Die Carl-Bosch-Schule ist eine berufsbildende Schule der gewerblich-technischen Richtung und bieten folgende Bildungsgänge an:
  - Berufsschule
  - Berufsfachschule
  - Berufskolleg
  - Meisterschule für Orthopädietechnik
  - Fachschule für Technik
  - Technisches Gymnasium (mit den Zügen Technik und Informationstechnik)

## Kirchen

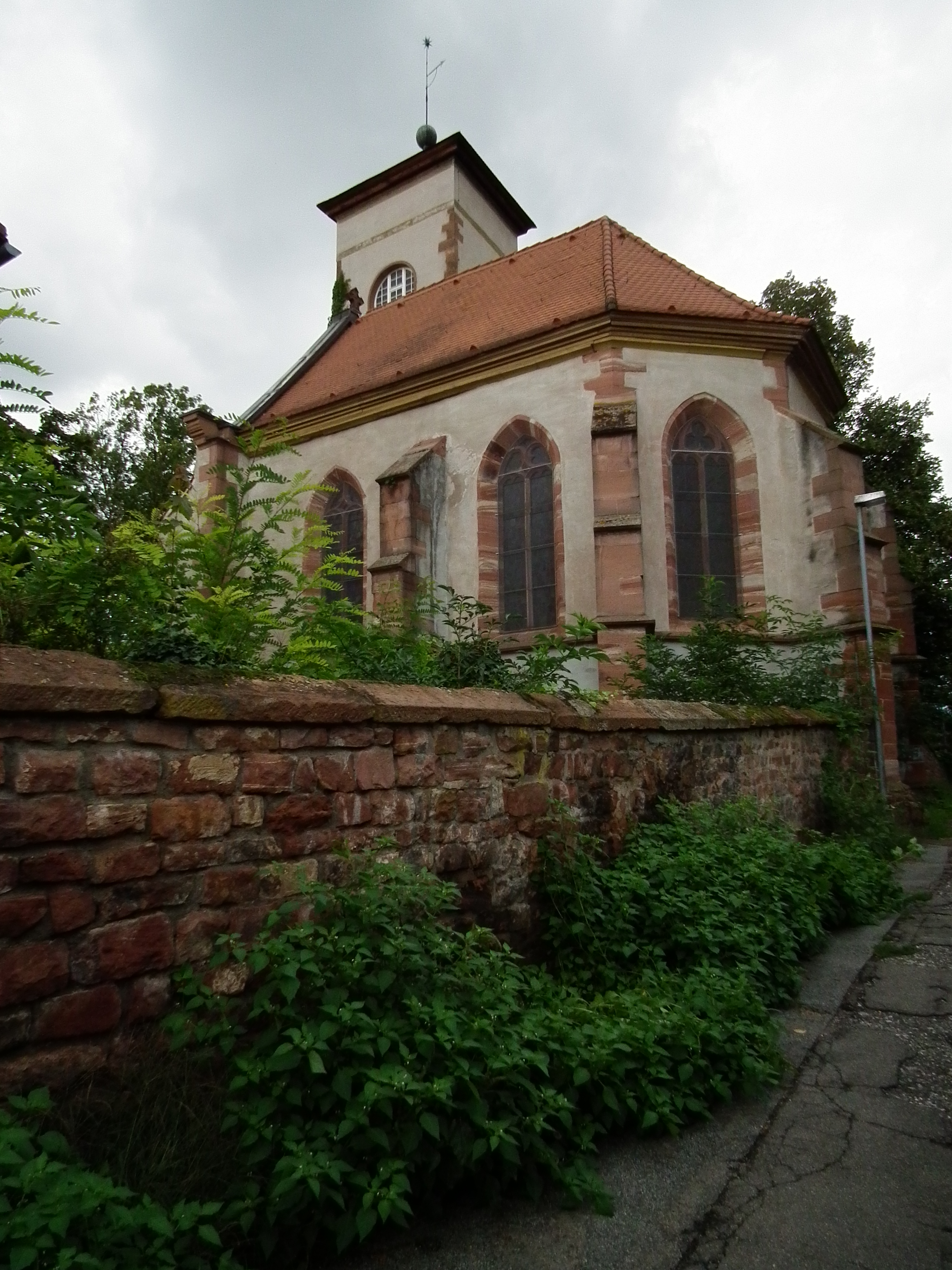
Die alte Dorfkirche

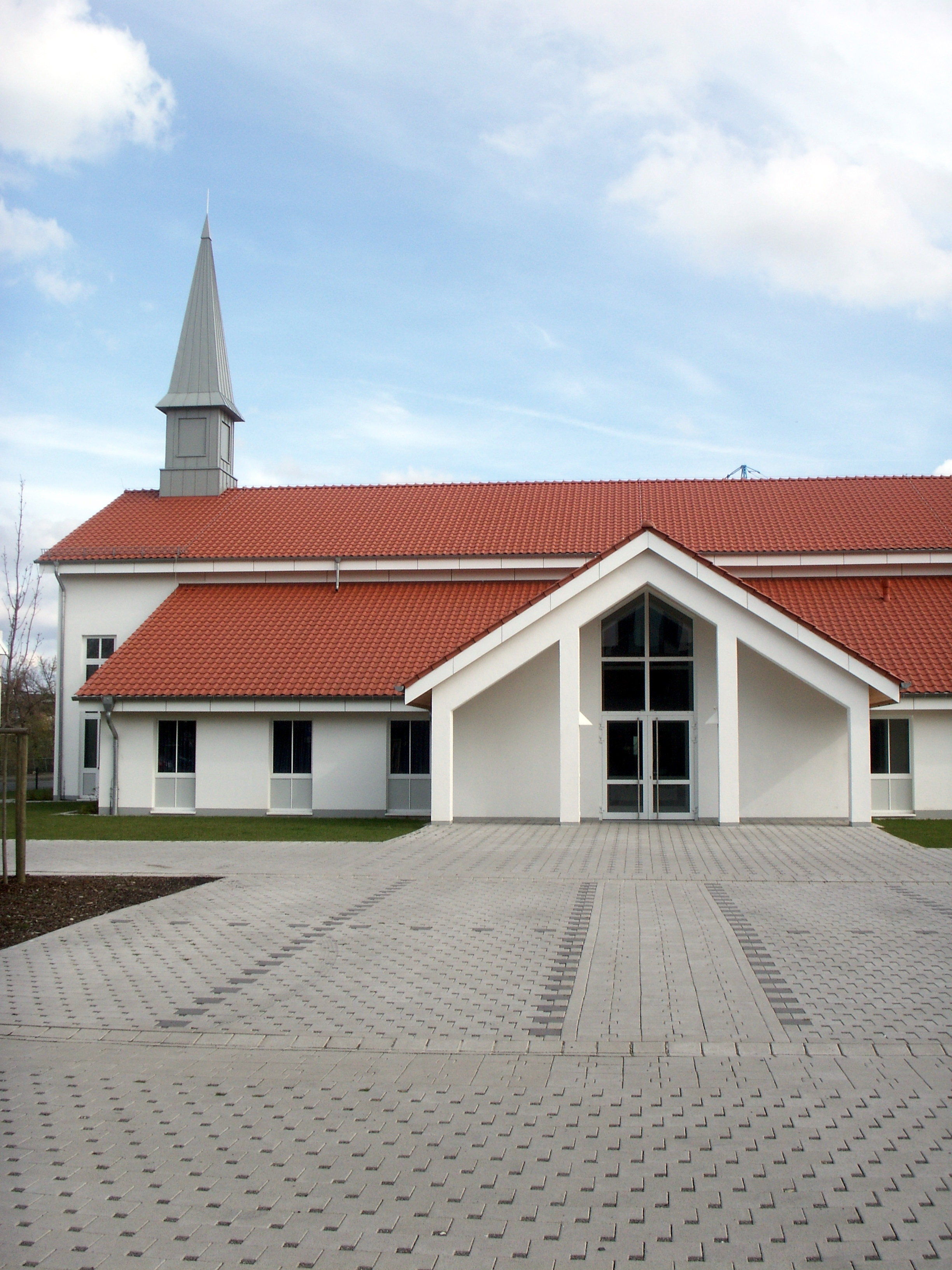
Kirche der Hl. der Letzten Tage

Eine Kirche in Wieblingen wird bereits im Jahr 796 erwähnt. Im 15. Jahrhundert wurde der gotische Bau errichtet, dessen Chor und Turm heute noch stehen, und der heute als Kapelle der Elisabeth-von-Thadden-Schule genutzt wird. Diese Kirche wurde 1496 den heiligen Valentin und Bartholomäus geweiht. Seit der Reformation wurde sie als Simultankirche verwendet, 1705 den Reformierten überlassen. 1744 bis 1746 wurde eine neue katholische Kirche gebaut, die barocke St.-Bartholomäus-Kirche an der Mannheimer Straße.
An der Wende zum 20. Jahrhundert wurden die Kirchen beider Konfessionen für die gewachsenen Gemeinden zu klein. Die Protestanten erwarben einen Baugrund in der nordwestlichen Ecke des Schlossparks im Tausch gegen die alte Kirche. 1906 wurde die neugotische vom badischen Oberbaurat Hermann Behaghel entworfene Kreuzkirche eingeweiht.
Die geplante größere katholischen Kirche verhinderte zunächst der Erste Weltkrieg und die nachfolgende Inflation. Nach dem Zweiten Weltkrieg wurde neben dem alten Friedhof ein neues Pfarrhaus und 1955/56 die neue, wiederum dem hl. Bartholomäus geweihte, Pfarrkirche gebaut. Der Entwurf stammte vom erzbischöflichen Architekten Manfred Schmitt-Fiebig. Der moderne Bau mit dem separat stehenden Campanile stieß in der Gemeinde anfangs auf Ablehnung.
In neuerer Zeit kamen in Wieblingen die Kirchengebäude weiterer Konfessionen hinzu: Kirchen der Neuapostolischen Kirche, der Kirche Jesu Christi der Heiligen der Letzten Tage und die Lukaskirche der Christengemeinschaft Heidelberg.

## Politik
Der Wieblinger Bezirksbeirat setzt sich wie folgt zusammen:
| Partei/Liste       | 2019 |
| ------------------ | ---- |
| Grüne              | 4    |
| CDU                | 2    |
| SPD                | 2    |
| Die Linke          | 1    |
| BL                 | 1    |
| GAL                | 1    |
| "Die Heidelberger" | 1    |
| FDP                | 1    |
| AfD                | 1    |

## Berühmte Einwohner
- Karl Gutzkow (1811–1878), Schriftsteller, wohnte 1874/1875 im Wieblinger Schloss[5]
- Udo von La Roche-Starkenfels (1818–1883), Generalleutnant und Mitglied der Frankfurter Nationalversammlung
- Christian Henn (* 1964), ehemaliger Radprofi
- Dirk Niebel (* 1963), Politiker und 2009–2013 Entwicklungsminister (FDP), Reserveoffizier